# Tešanovci
Tešanovci este o localitate din comuna Moravske Toplice, Slovenia, cu o populație de 375 de locuitori.